# Orthotrichia extensa
Orthotrichia extensa is een schietmot uit de familie Hydroptilidae. De soort komt voor in het Oriëntaals gebied.